# لزک لوبکز
لزک لوبکز (انگلیسی: Leszek Lubicz-Nycz; ۲۰ اوت ۱۸۹۹ – ۲۲ سپتامبر ۱۹۳۹) ورزشکار شمشیربازی اهل جمهوری دوم لهستان بود.
وی در مسابقات کشوری و بین‌المللی در مجموع برندهٔ ۱ مدال برنز شده‌است.